# Hans Glatzel
Hans Glatzel (* 22. August 1902 in Göppingen; † 21. März 1990) war ein deutscher Internist, Anthropologe und Ernährungsphysiologe. Er befasste sich unter anderem mit genetischen Fragestellungen.

## Leben
Hans Glatzel war der Sohn des Arztes Friedrich „Fritz“ Glatzel, der in Göppingen die Privatklinik Christophsbad leitete. Nach dem Abitur begann Hans Glatzel 1921 ein Medizinstudium an der Eberhard-Karls-Universität, wo er sich im selben Jahr der Burschenschaft Germania Tübingen anschloss. Das Studium setzte er an der Friedrich-Wilhelms-Universität zu Berlin, der Albertus-Universität Königsberg und der Universität Wien fort. 1926 bestand er in Berlin das Staatsexamen. Danach folgte in Hamburg das Medizinalpraktikum und die Volontärarztzeit. Nach der 1927 erfolgten Approbation erhielt er dort seine erste Assistenzarztstelle. Danach war er als Assistenzarzt an der Medizinischen Universitätsklinik Heidelberg bei Ludolf von Krehl beschäftigt. Als Assistent war er von Oktober 1929 bis Februar 1931 am Kaiser-Wilhelm-Institut für Anthropologie, menschliche Erblehre und Eugenik bei Otmar von Verschuer tätig. Er veröffentlichte zum „Anteil von Erbanlagen und Umwelt an der Variabilität des normalen Blutbildes“, anhand einer vergleichenden Untersuchung von 44 eineiigen sowie 48 zweieiigen Zwillingspaaren. Er beforschte zudem „bei je 12 eineiigen und zweieiigen Zwillingspaaren mittels Magenspülung nach Alkoholeinnahme die Bedeutung von Erb- und Umweltfaktoren für die normale Magenfunktion.“ Zwischenzeitlich wurde er 1930 in Hamburg zum Dr. med. promoviert und hatte seine Facharztausbildung für Innere Medizin abgeschlossen. An der Medizinischen Universitätsklinik Göttingen setzte er 1931 seine Assistenzarztzeit bei Hermann Straub fort, wo er sich 1936 habilitierte und als Privatdozent wurde.
In der Zeit des Nationalsozialismus gehörte Glatzel ab November 1933 der SA an, bei der er 1943 zum Obertruppführer aufstieg, obwohl er vom Kreispersonalant der SA Göttingen und vom Kreisamtsleiter im Amt für Volksgesundheit wegen eines zu geringen Engagements für die SA kritisiert wurde. Er trat 1934 dem Nationalsozialistischen Deutschen Dozentenbund, 1935 der NSV und 1936 der DAF bei. Er beantragte am 7. Juni 1937 die Aufnahme in die NSDAP und wurde rückwirkend zum 1. Mai desselben Jahres aufgenommen (Mitgliedsnummer 4.886.353). 1938 schloss er sich dem Nationalsozialistischen Deutschen Ärztebundes an. Ab 1938 war er, nunmehr Mitarbeiter in der Reichsleitung des Rassenpolitischen Amtes, Oberarzt unter Hanns Löhr an der Medizinischen Klinik der Christian-Albrechts-Universität zu Kiel. Nach dem Polenfeldzug am Anfang des Zweiten Weltkrieges war er beratender Ernährungsphysiologe beim Stellvertretenden Generalkommando X und ab 1940 als Abteilungs- und Regimentsarzt eines Nebelwerferregiments eingesetzt, bis er im Januar 1942 in das Kriegslazarett von Smolensk kam. Von 1942 bis 1945 war er außerplanmäßiger Professor für Innere Medizin an der Universität Kiel und leitend an einem Reservelazarett in der Stadt tätig. Bei dem Bevollmächtigten für das Gesundheitswesen Karl Brandt gehörte Glatzel ab 1944 dem wissenschaftlichen Beirat an.
Er leitete 1946/47 die Innere Abteilung vom Diakonissenkrankenhaus Flensburg und praktizierte danach zehn Jahre als Internist in Flensburg. Zudem wurde er um 1948 Sachverständiger beim Oberversicherungsamt Schleswig und ab 1954 bei dem Schleswig-Holsteinischen Landessozialgericht. Ende August 1950 fand in Tübingen der erste Kongress der Konstitutionsforscher statt, bei dem Glatzel einer der Referenten war (Hauptredner waren Ernst Kretschmer, Günther Just, Gerhard Mall und Friedrich Keiter). 1950 verhalf Glatzel dem unter dem Aliasnamen Fritz Sawade lebenden Aktion T4-Täter Werner Heyde, der Glatzel seine wahre Identität offenbarte, über die Kontaktherstellung zum Präsidenten des Landessozialgerichts, Ernst Siegfried Buresch, zu einer Beschäftigung als psychiatrischer Gutachter. Seit 1953 war Glatzel bekannt, dass Heyde zur Fahndung ausgeschrieben war. Nach Heydes Verhaftung 1959 wurde gegen Glatzel ein Verfahren wegen Begünstigung eingeleitet, das im Februar 1960 eingestellt wurde. Der Jurist Klaus-Detlev Godau-Schüttke ordnet Glatzel als einen der Hauptakteure der Heyde-Sawade-Affäre ein und hält es nicht nur für eine Vermutung, dass Heyde und Glatzel sich bereits vor 1945 kannten.
Von 1957 bis zu seinem Eintritt in den Ruhestand 1967 leitete er die klinisch-physiologische Abteilung am von Heinrich Kraut geleiteten Max-Planck-Institut für Ernährungsphysiologie in Dortmund. Er gehörte der Senatskommission für Ernährungsforschung der Deutschen Forschungsgemeinschaft an.
Glatzel betrieb unter anderem „die Klarstellung der psychosomatischen Genese von Magen- und Zwölffingerdarmgeschwür (Ulkuskrankheit) und erarbeitete die wissenschaftliche Grundlage für die Bedeutung der Gewürze in der Diätetik.“ Er verfasste viele ernährungsphysiologische Publikationen.
Glatzel war zweimal verheiratet. Aus der ersten Ehe gingen zwei Söhne und eine Tochter hervor und aus der zweiten Ehe zwei Töchter.

## Schriften
- Über An-bzw. Merencephalie (= Zeitschrift für die gesamte Neurologie und Psychiatrie, Band 111), Springer, Berlin 1927, DNB 570234999 (zugleich Dissertation Universität Hamburg, Medizinische Fakultät, 1930, 44 Seiten).
- Kochsalz und Ernährung: Untersuchungen über das Kochsalzbedürfnis des gesunden Menschen, seine Ursachen und Auswirkungen. Göttingen 1935, DNB 570235006 (Habilitationsschrift Universität Göttingen, Medizinische Fakultät, 1935, 154 Seiten).
- Nahrung und Ernährung. Altbekanntes und Neuerforschtes vom Essen (= Verständliche Wissenschaft. Band 39), Springer, Berlin 1939.
- Krankenernährung: Ein diätetisches Lehrbuch, Springer, Berlin / Göttingen / Heidelberg 1953.
- Gutachtenschlüssel für Richter und Verwaltungsbeamte: Ein Hilfsmittel zum Verständnis med. Gutachten, Asgard, Bad Godesberg 1955
- Zusammen mit Josef Nöcker: Die Ernährung des Sportlers (Schriftenreihe des Ausschusses zur wissenschaftlichen und methodischen Förderung des Leistungssports im NOK, Band 1), Nationales Olympisches Komitee für Deutschland, Frankfurt am Main 1963.
- Die Gewürze: Ihre Wirkungen auf des gesunden und kranken Menschen, Nicolai, Herford 1968
- Die Ernährung in der technischen Welt: Nahrungsbedarf, Gegenwartssituation, Zukunftsperspektiven, Hippokrates, Stuttgart 1970
- Der gesunde und der kranke Mensch : Krankheitsentstehung, Krankheitserkennung, Krankheitsbehandlung, Krankheitsverhütung, Klett, Stuttgart 1970
- Verhaltensphysiologie der Ernährung: Beschaffung, Brauchtum, Hunger, Appetit, Urban und Schwarzenberg, München, Berlin, Wien 1973
- Tabulae diaeteticae: ein Nachschlagewerk für den Arzt zur Ernährung der Gesunden und Kranken, Aesopus, Milano / München / Lugano 1973
- Ernährung im Büroberuf und bei geistiger Arbeit: Praxisleitfaden für Gemeinschaftsverpflegung und Küche, Schilling, Herne 1973, ISBN 3-467-87081-3.
- Ernährung, Ernährungskrankheiten, Appetitlosigkeit (= U-und-S-Taschenbücher, Band 63), Urban und Schwarzenberg, München / Berlin / Wien 1976, ISBN 3-541-08601-7.
- Sinn und Unsinn in der Diätetik, Urban und Schwarzenberg, München / Wien / Baltimore 1978, ISBN 3-541-08601-7.
- Wege und Irrwege moderner Ernährung, Hippokrates, Stuttgart 1982, ISBN 3-7773-0523-5.
- Sinn und Unsinn der Vitamine, Kohlhammer, Stuttgart / Berlin / Köln / Mainz 1987, ISBN 3-17-009574-9.